# Dadri
Dadri es  una ciudad y municipio situado en el distrito de Gautam Buddha Nagar en el estado de Uttar Pradesh (India). Su población es de 91189 habitantes (2011). 

## Demografía
Según el  censo de 2011 la población de Dadri era de 91189 habitantes, de los cuales 48856 eran hombres y 42333 eran mujeres. Dadri tiene una tasa media de alfabetización del 74,37%, superior a la media estatal del 67,68%: la alfabetización masculina es del 82%, y la alfabetización femenina del 65,57%.